# Тэмия
Тэ́мия Мэ́рилин Хилл (англ. Tamia Marilyn Hill), в девичестве — Ва́шингтон (англ. Washington; 9 мая 1975, Уинсор, Онтарио, Канада) — американская певица и автор песен.

## Биография
Тэмия Мэрилин Вашингтон (фамилия Хилл в девичестве) родилась 9 мая 1975 года в Уинсоре (провинция Онтарио, Канада) в семье афроамериканского, канадского и французского происхождения. У Тэмии есть три младших брата: Тирас Вашингтон, Таджхи Вашингтон и Траджан Вашингтон.

## Карьера
Тэмия начала свою музыкальную карьеру в 1995 году и в настоящее время она записала шесть студийных музыкальных альбомов:
- 1998: Tamia
- 2000: A Nu Day
- 2004: More
- 2006: Between Friends
- 2009: Greatest Hits
- 2012: Beautiful Surprise

Она стала первой исполнительницей, трижды номинированной на «Грэмми» ещё до выпуска дебютного альбома.

## Личная жизнь
С 24 июля 1999 года Тэмия замужем за баскетболистом Грантом Хиллом. У супругов есть двое дочерей — Майла Грэйс Хилл (род. 23.01.2002) и Лэил Роуз Хилл (род. 09.08.2007).
С 2003 года Тэмия страдает рассеянным склерозом.